# Горяне (Козє)
Горяне (словен. Gorjane) — поселення в общині Козє, Савинський регіон, Словенія. Висота над рівнем моря: 412,3 м. 